# 亞太網際網路交換中心

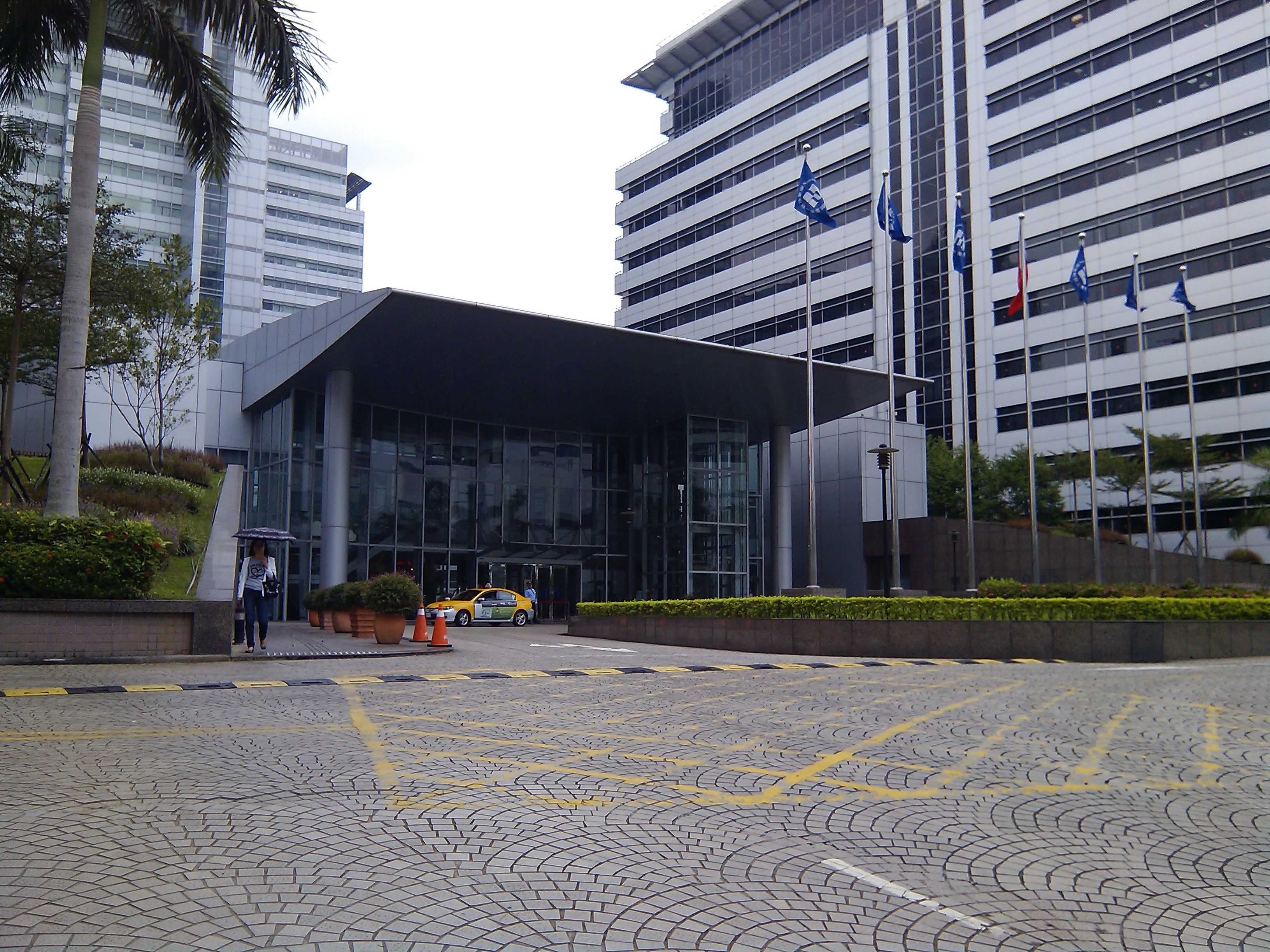
亞太網際網路交換中心所位處的南港軟體園區第一期大樓。

亞太網際網路交換中心（英文：Eastern Broadband Internet Exchange，縮寫：EBIX）是一家位於台灣的互聯網交換中心，設址於台北市南港區南港軟體園區，由遠傳電信負責營運。
於2003年3月31日通過TWNIC認可IX之審核，為台灣繼台灣網際網路交換中心(TWIX)、台北網際網路交換中心(TPIX)及中華民國網際網路交換中心(TWNAP)後成立的第四家網際網路交換中心。

## 交換設備[2]
- Ethernet switch (E/S)：Catalyst 6509兩部，提供會員以10/100/1000Mbps連線。
- Routing Arbiter：Cisco GSR 12008四部，提供ISP間建立peering/Transit之路由管理。
- Network Management (NM)：Web-based網管平台，提供EBIX 網路管理功能。
- Web server：Unix based主機，提供EBIX之home page，並提供訊務報告及運作狀況等資訊。

## 互連資格[3]

### 資格說明
- 具備交通部電信總局[註 1]核發之第一類電信事業[註 2]許可執照。
- 具備交通部電信總局[註 1]核發之第二類電信事業[註 2]許可執照之ISP，或交通部專案特許之網路。
- 擁有直接向NIC申請之合法IP Address(含NIC授權之ISP發放者)。
- 擁有直接向NIC申請之合法AS Number。

### 連接使用規範
用戶申請連接獲准後，須依下列技術需求進行連線作業：
- 會員須申請DS1、DS3、STM-1、STM-4數據專線或符合EBIX連結界接標準之線路連接至EBIX。
- EBIX提供Ethernet Switch接入方式，與EBIX之Ethernet Switch連接介面，可為10BaseT/100BaseT/1000Base-SX。
- 路由通信協定須為BGP4 以及網路通訊協定IPv4。
- 會員不可透過Located在EBIX 的Peering router 上提供Transit service。

## 連線成員[4]
| 連線成員                   | AS Number | 備註               |
| -------------------------- | --------- | ------------------ |
| 台灣網際網路交換中心(TWIX) | 7481      | 由中華電信營運管理 |
| 中華電信(Hinet)            | 3462      |                    |
| 台灣固網(TFN)              | 9924      |                    |
| 遠傳電信(FET)              | 4780      |                    |
| 中嘉和網(KBT)              | 9416      |                    |
| 是方電訊(Chief)            | 17408     |                    |
| Google                     | 15169     |                    |
| 遊戲橘子(Gamania)          | 7532      |                    |
| 中研院                     | 9264      |                    |
| 學術網路(TANET)            | 1659      |                    |
| 國家高速網路中心           | 7539      |                    |
| 台灣智慧光網               | 131584    |                    |
| 捕夢網                     | 38843     |                    |
| HGC                        | 9304      |                    |
| Flag                       | 15169     |                    |
| PCCW                       | 3491      |                    |
| NTT                        | 2914      |                    |
| 中国电信(China Telecom)    | 4134      |                    |
| PACNet                     | 10026     |                    |

### 資料出處
1. ↑  .   [2016-07-15]. （原始内容存档于2020-11-02）.
2. ↑  .   [2016-07-15]. （原始内容存档于2013-07-19）.
3. ↑  .   [2016-07-20]. （原始内容存档于2017-10-27）.
4. ↑  .   [2016-07-16]. （原始内容存档于2016-05-04）.

## 外部連結
- 亞太網際網路交換中心（繁體中文）